# Thicker Than Water (film)
Thicker Than Water è un film documentario del 2000 sul surf diretto dal cantautore hawaiano Jack Johnson e dai suoi amici della scuola di cinema Chris ed Emmet Malloy. Il film mostra diverse scene di surf girate in varie location in giro per il mondo: Hawaii, Australia, India, Indonesia, Irlanda; il tutto combinato con chitarra e una vasta gamma di stili musicali differenti. Da notare tra i vari surfisti la presenza di Kelly Slater e Shane Dorian.

## Colonna sonora
1. "Moonshine" - 2:00 (Jack Johnson)
2. "Rainbow" - 3:23 (Jack Johnson)
3. "Even After All" - 3:55 (Finley Quaye)
4. "Hobo Blues" - 2:44 (G. Love)
5. "Relate to Me" - 1:34 (The Voyces)
6. "The Cove" - 1:52 (Jack Johnson)
7. "Holes to Heaven" - 2:49 (Jack Johnson)
8. "Dark Water & Stars" - 4:59 (Natural Calamity)
9. "My Guru" - 4:10 (Kalyani & Anandji)
10. "Honor and Harmony" - 3:36 (G. Love and Special Sauce)
11. "Liver Splash" - 2:38 (The Meters)
12. "Underwater Love" - 5:58 (Smoke City)
13. "Thicker than Water" - 3:25 (Todd Hannigan)
14. "Witchi Tai To" - 2:43 (Harpers Bizzare)